# Bäckerstraße (Kempten)
Die Bäckerstraße in Kempten (Allgäu) ist ein mittelalterlicher Straßenzug in der früheren Reichsstadt. Das Straßenbild ist geprägt durch Häuser des 17. und 18. Jahrhunderts mit teilweise mittelalterlichen Kernen. Die Bäckerstraße liegt im denkmalschützerischen Ensemble Kempten des Bayerischen Landesamtes für Denkmalpflege.

Überschwemmte Bäckerstraße während eines Illerhochwassers (1910)

Die Bäckerstraße ist zum St.-Mang-Platz leicht gebogen und gehört wohl zu den ältesten Siedlungskernen der Reichsstadt. Mit einem Knick geht die Bäckerstraße in die Burgstraße ein. Zu diesem baulich monoton geprägten Teil gehört ebenso das Ankergässele, das mit seiner Seitenpforte des Ankertörles der Stadtbefestigung hin zur Bäckerstraße altstädtische Akzente abgibt.
1910 kam es zu einer Überschwemmung der Bäckerstraße durch die nah befindende und ausufernde Iller.
Ein alemannisches Dorf an Stelle der Bäckerstraße, wie es vereinzelt in Geschichtsliteratur zu lesen ist, ist nicht belegbar.

## Bebauung
Die meisten Häuser sind zwei- oder dreigeschossig und stehen mit ihrer Traufseite zur Straße.
Die südlichen Häuserfassaden stehen teils abgestuft zur Straße hin. Der nördliche Häuserzug ist dagegen meist bündig in einem Bogen gestaltet. Die denkmalgeschützten Häuser der Straße verloren ihr ursprüngliches Erscheinungsbild durch Ladeneinbauten und Fassadenerneuerungen des 20. Jahrhunderts.

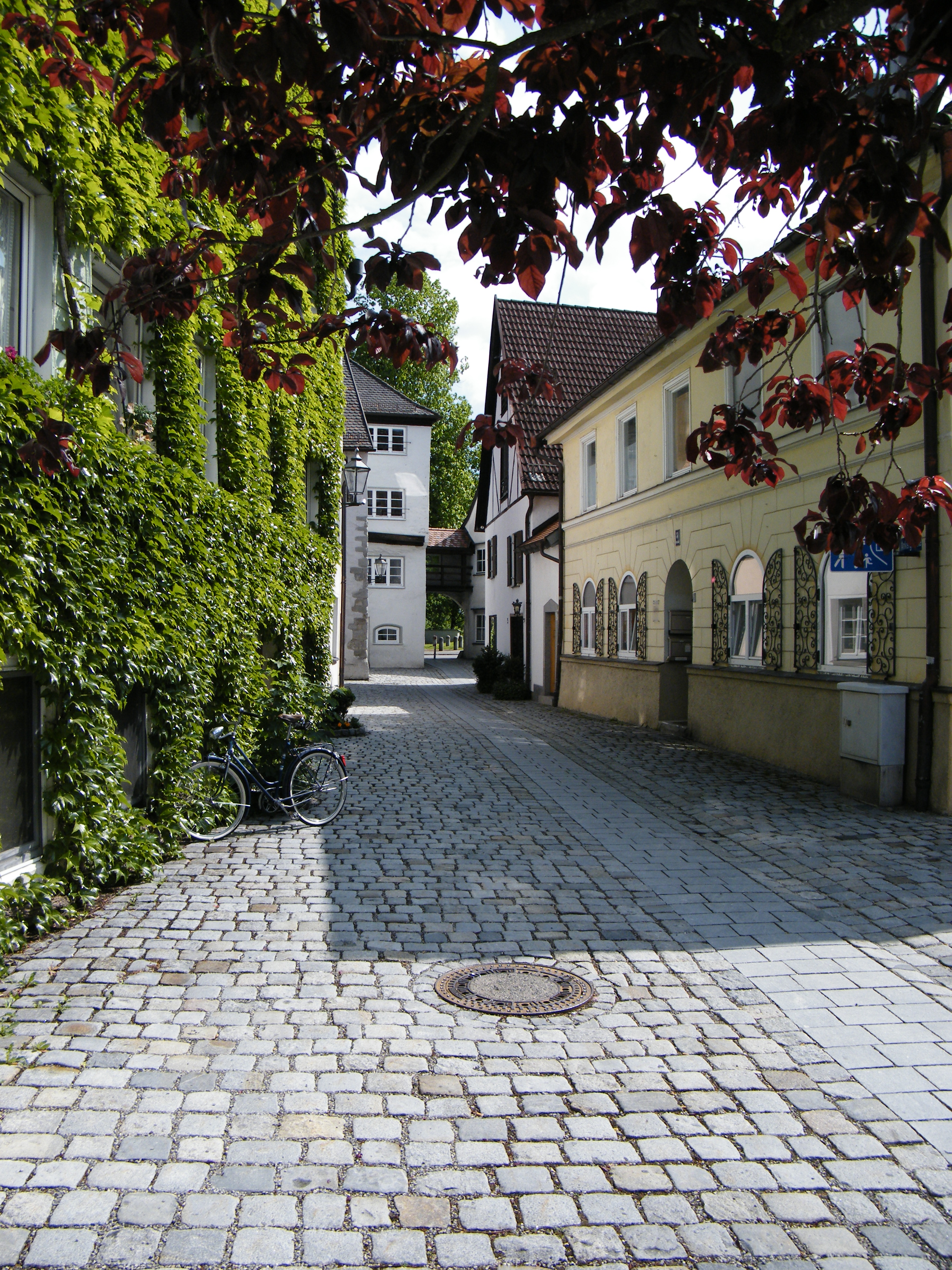
Ankergässele
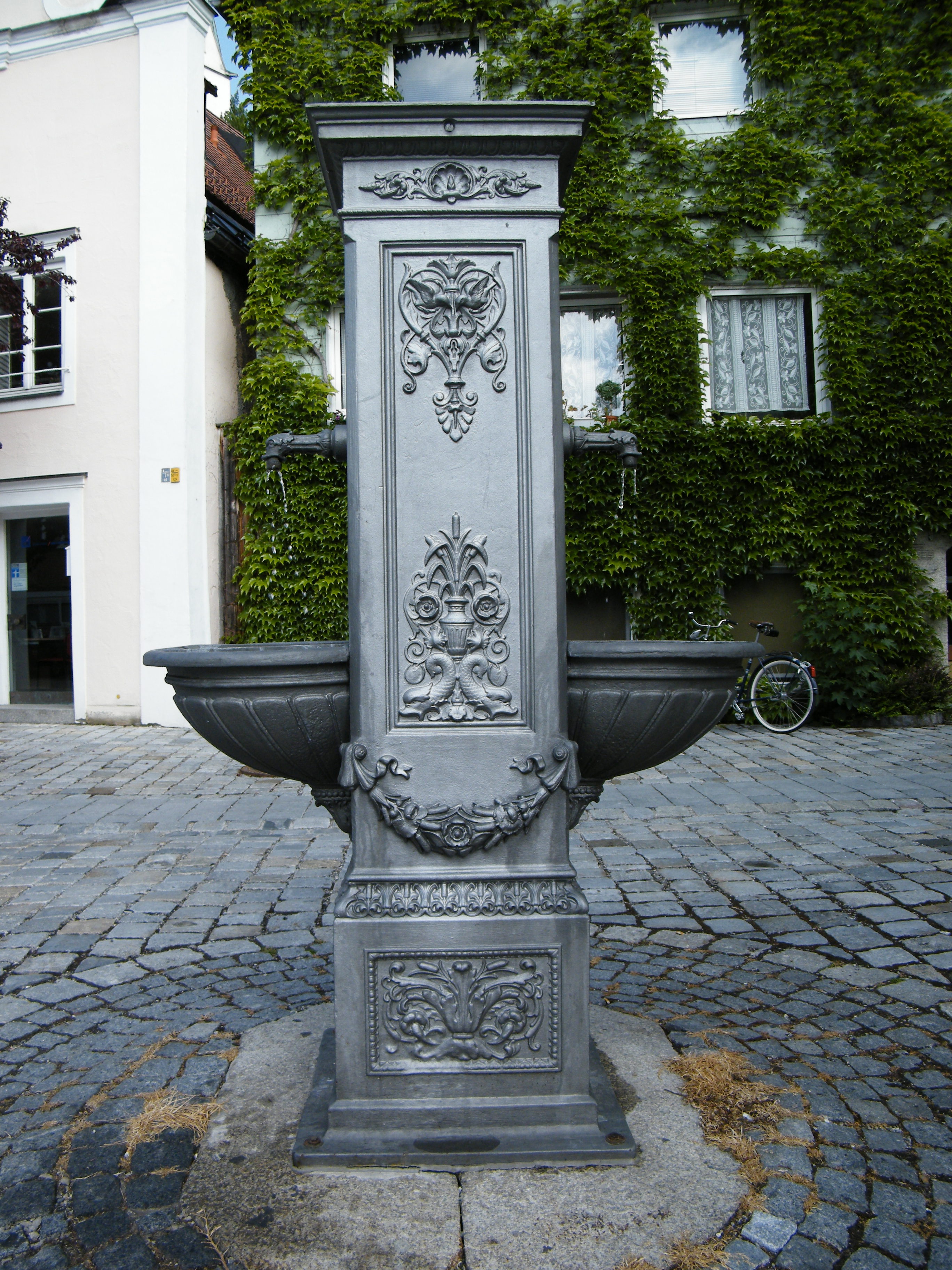
Ecke Ankergässele
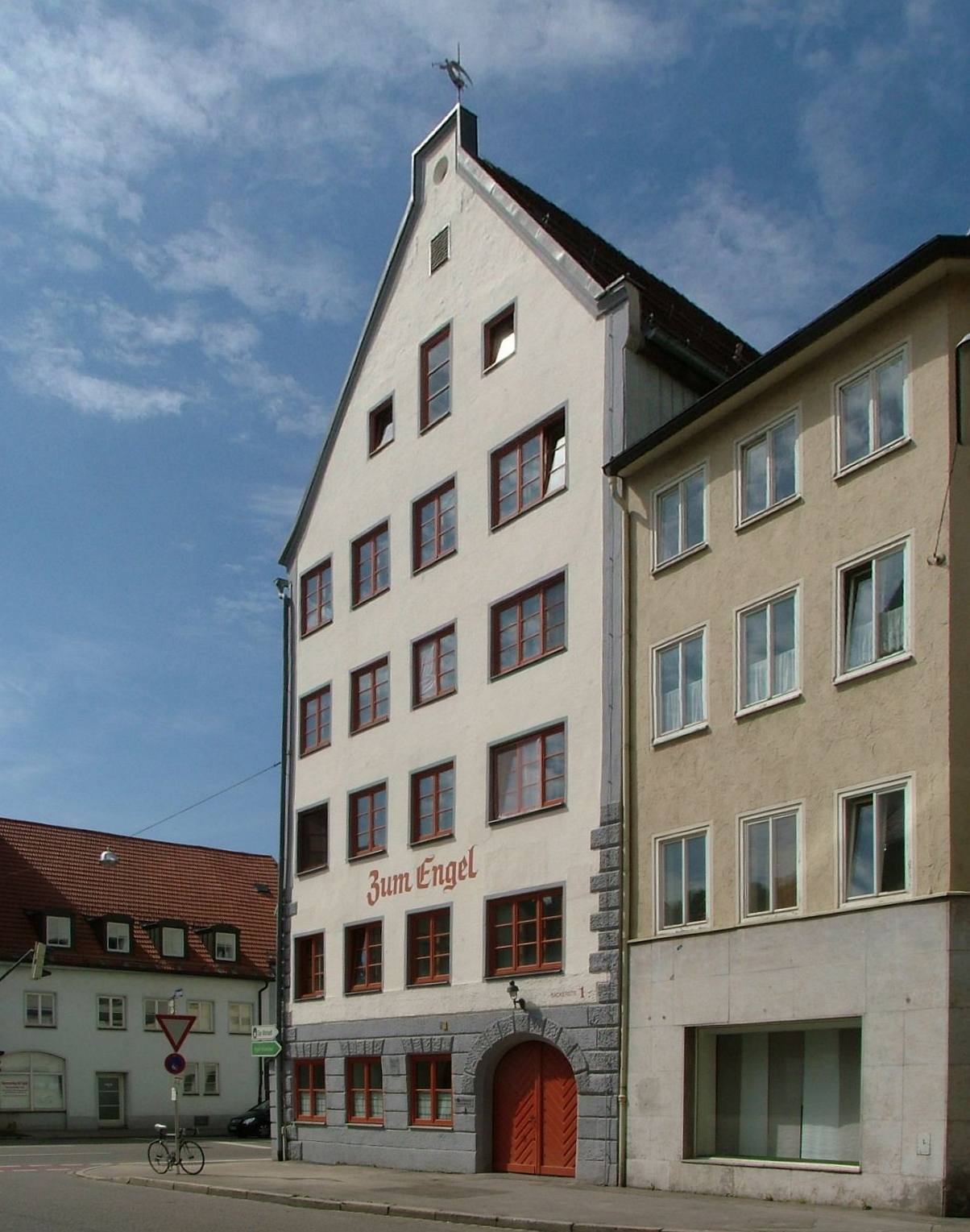
Nr. 1: Gasthof zum Engel, 17. Jahrhundert
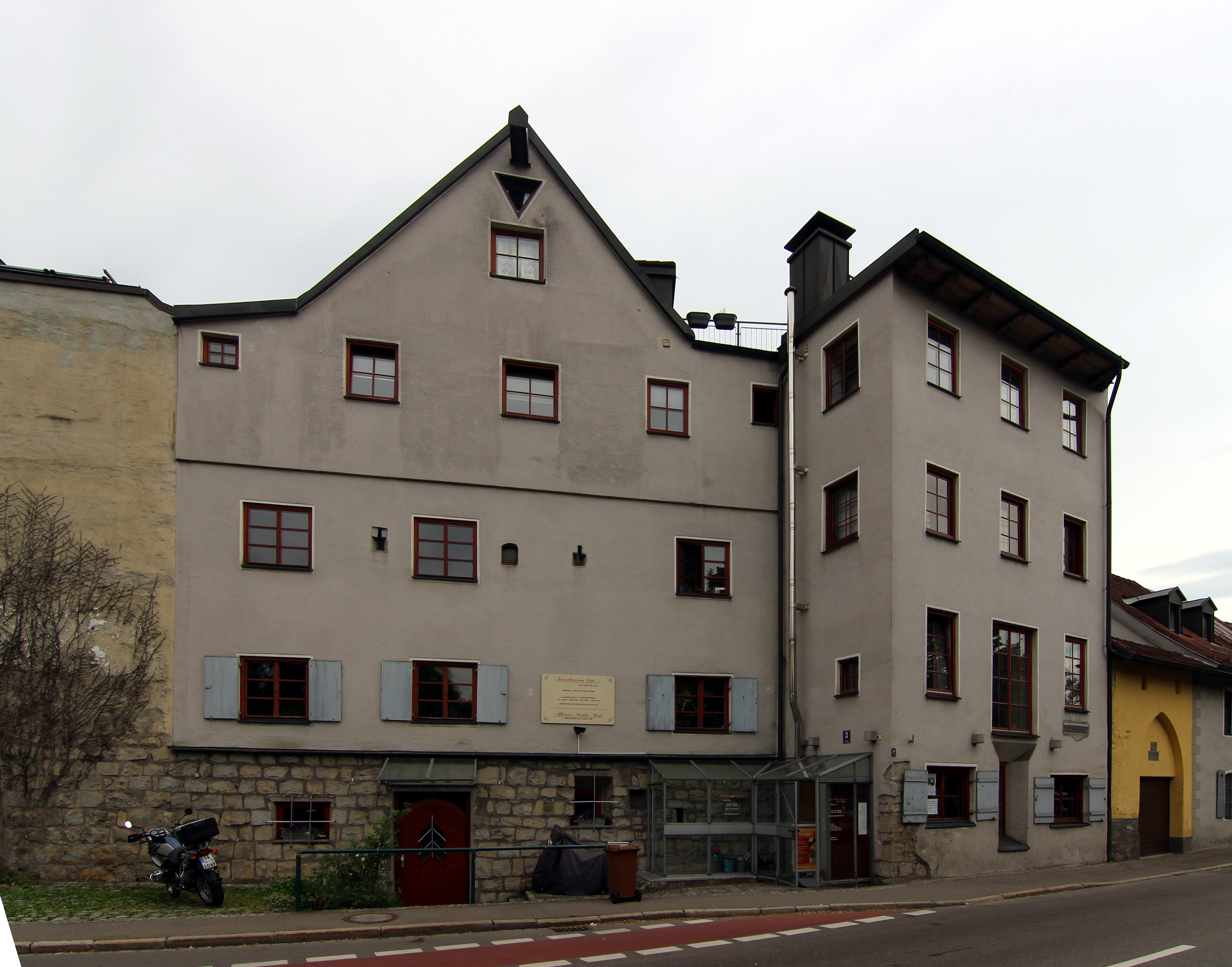
Nr. 6: Handwerkerhaus
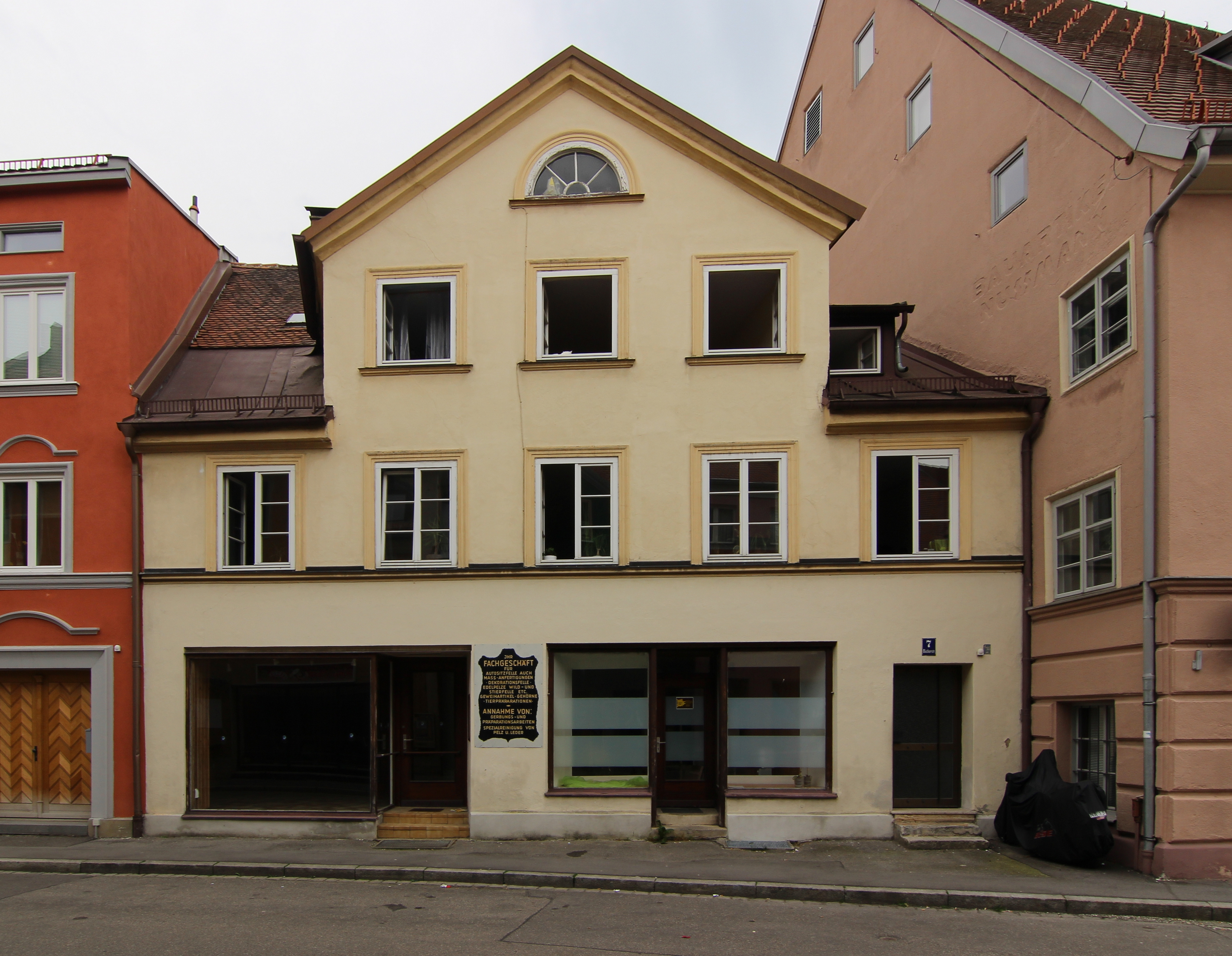
Nr. 7: 17./18. Jahrhundert
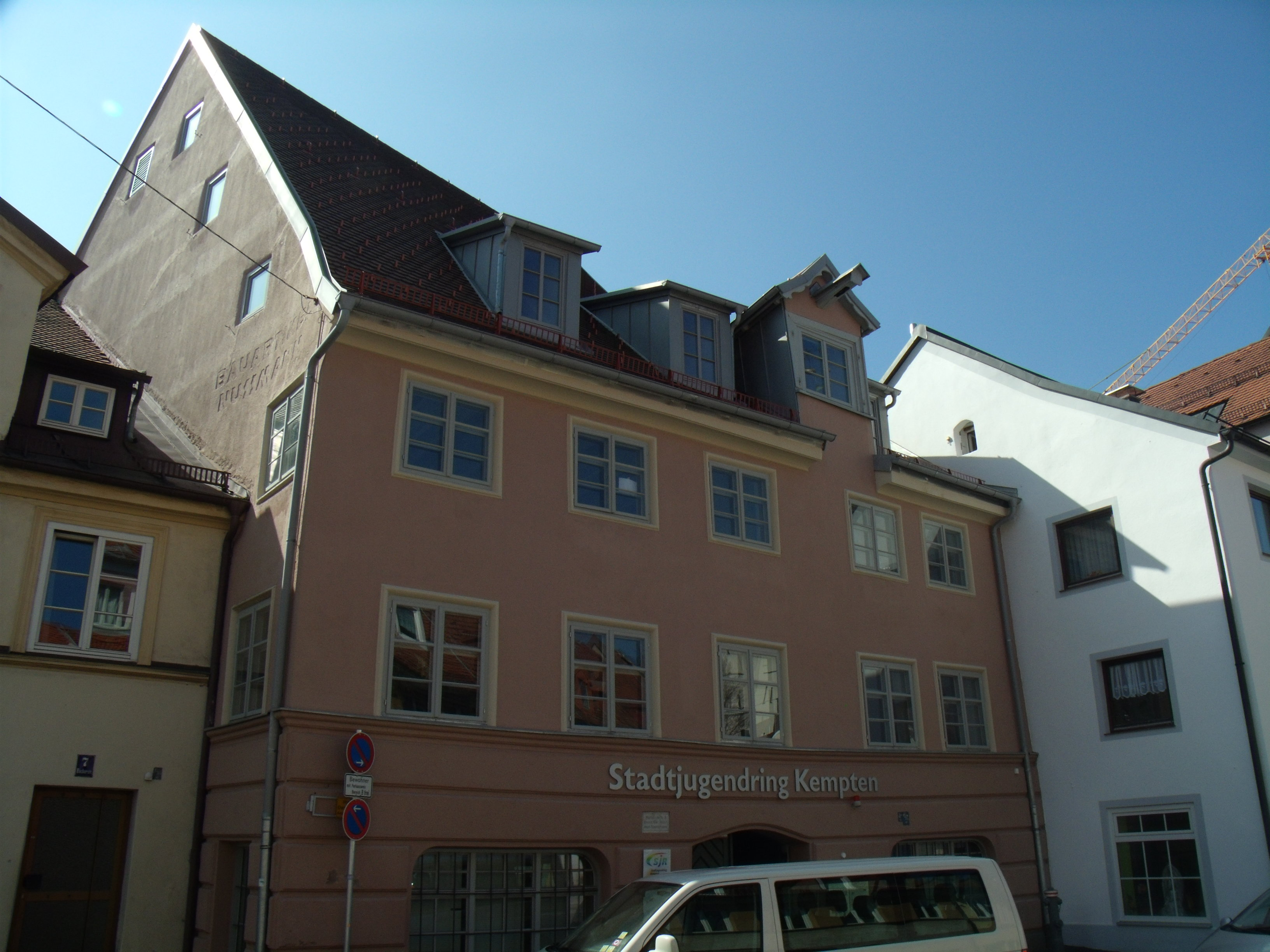
Nr. 9: Rauchbierbrauerei Schwarzer Adler
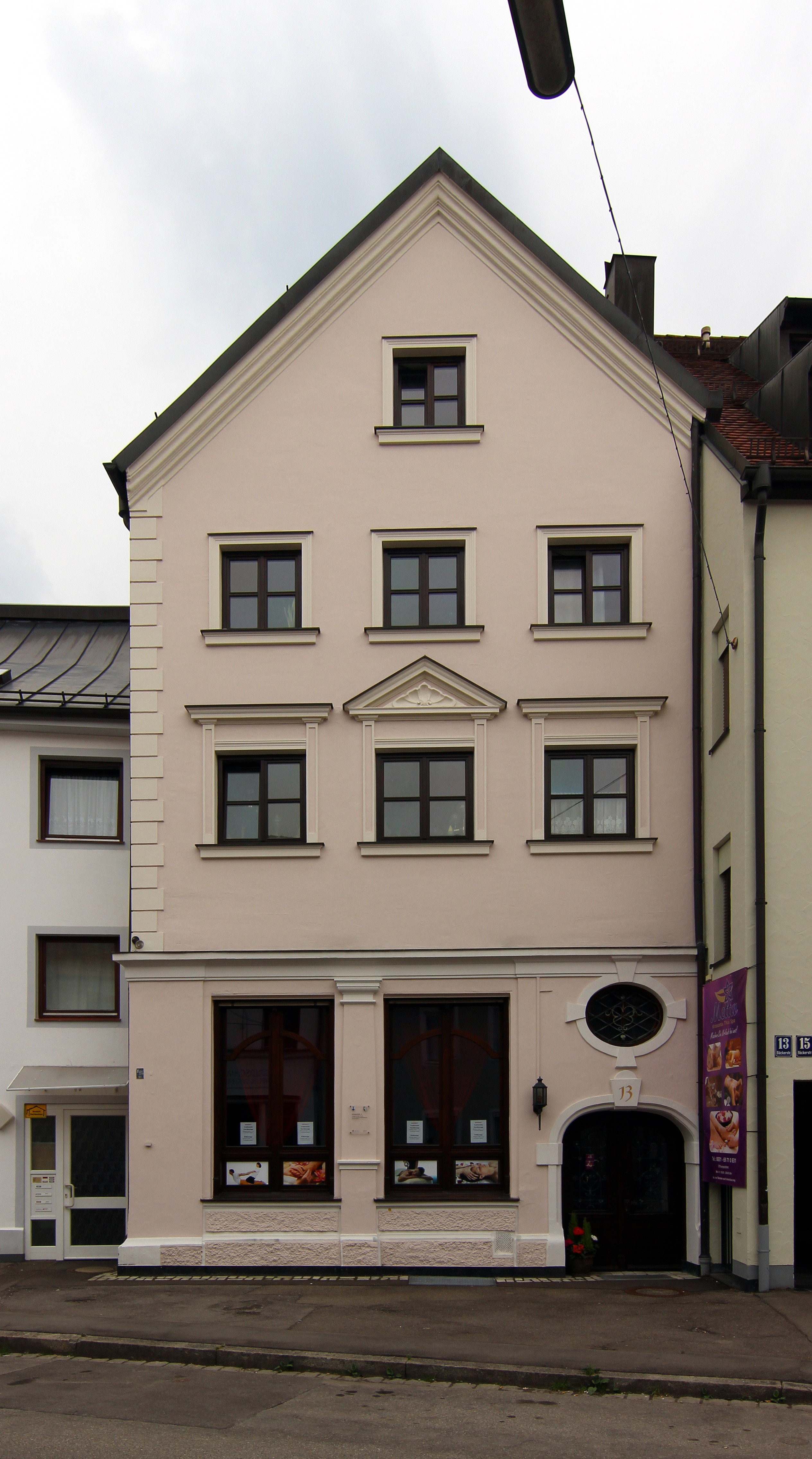
Nr. 13: 17./18. Jahrhundert
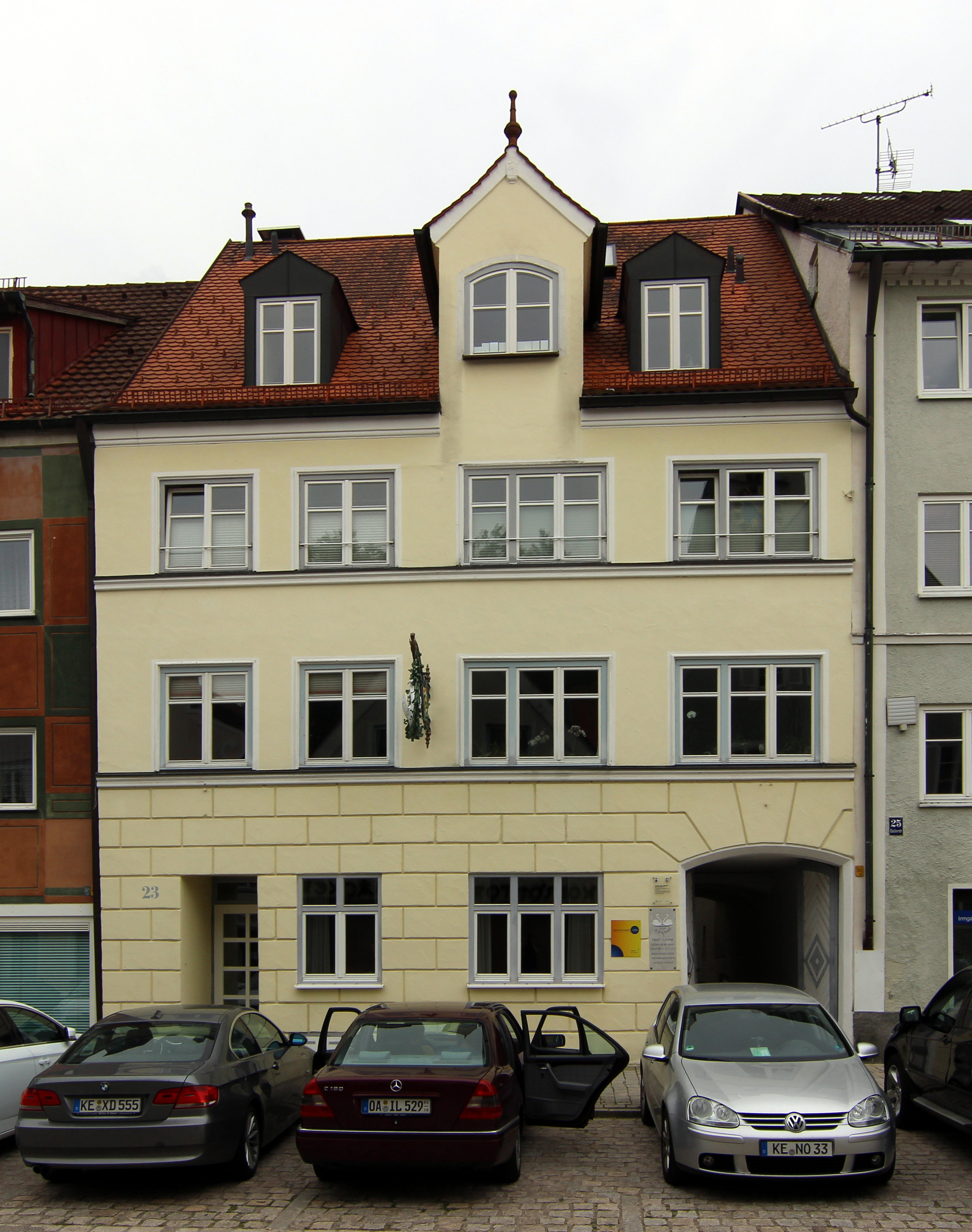
Nr. 23: Gasthof zum Schwanen, 18. Jahrhundert
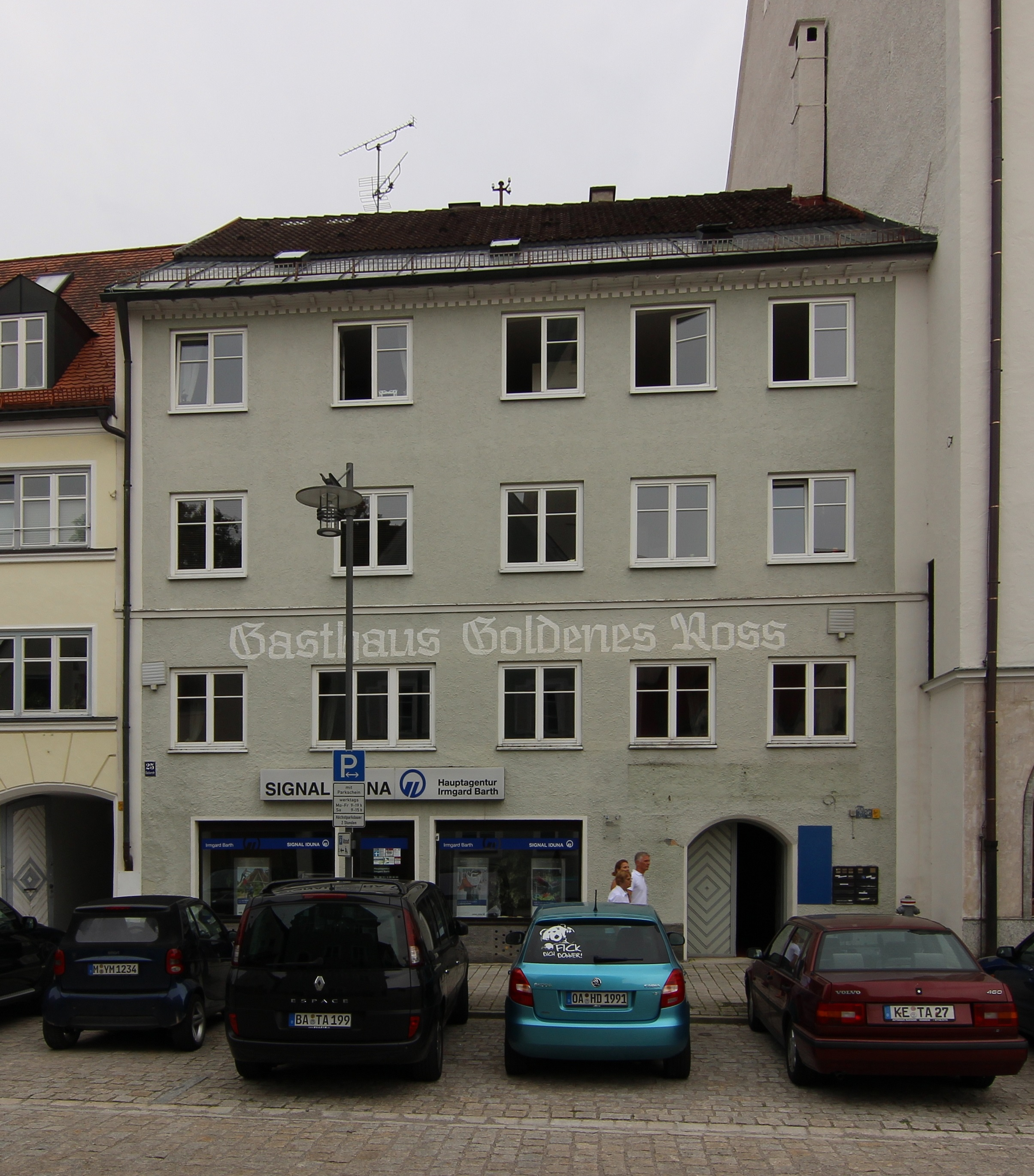
Nr. 25: Gasthaus zum Goldenen Roß, 15. Jahrhundert
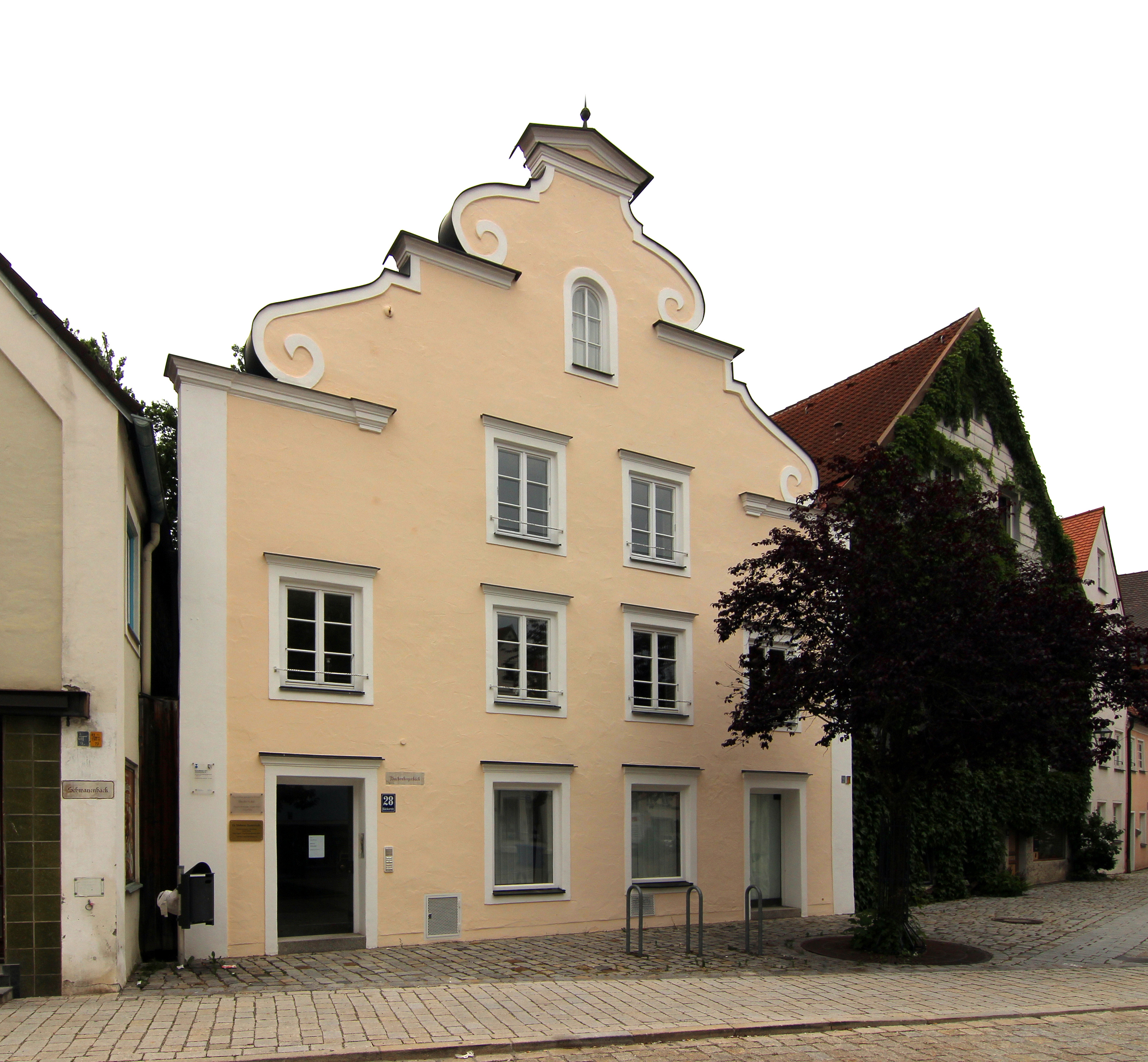
Nr. 28: Buchenberger Bäck, 18. Jahrhundert